# Titan International
 (février 2013).
Si vous disposez d'ouvrages ou d'articles de référence ou si vous connaissez des sites web de qualité traitant du thème abordé ici, merci de compléter l'article en donnant les références utiles à sa vérifiabilité et en les liant à la section « Notes et références ».
Titan International est une entreprise américaine de fabrication de roue et de pneumatique. Elle se compose de deux filiales Titan Wheel Corporation et Titan Tire Corporation. Titan est spécialisée dans les pneus utilisés hors des routes, notamment les pneus pour les véhicules agricoles. 
Titan commercialise des pneus sous les marques Titan et Goodyear, après un accord de licence avec l'entreprise Goodyear. Titan est un équipementier de John Deere, AGCO, Case IH, New Holland, Caterpillar et Kubota.
L'entreprise s'étoffe par l'acquisition d'activités en difficulté, dont certaines de Dyneer, Pirelli, Fidelity Tire, Goodyear, Continental et Denman Tire.
Le PDG de Titan Morry Taylor a été impliqué dans une polémique après avoir adressé en 2013 une lettre à Arnaud Montebourg, ministre du Redressement productif français, où il affirmait sa non-intention de reprendre l'usine de pneumatique Goodyear d'Amiens-nord.

## Critiques
Lors de l'invasion russe de l'Ukraine en 2022, Titan a refusé de se joindre à la communauté internationale et de se retirer du marché russe. Une recherche menée par l'Université de Yale et mise à jour le 28 avril 2022, qui analysait la réaction des entreprises face à l'invasion russe, a classé Titan dans la pire catégorie, celle de "S'enraciner" ("Digging In"). Cela signifie que l'entreprise défie les appels au retrait ou à la réduction de ses activités en Russie.